# Andrei Duban
Andrei Duban (n. 19 iunie 1972, București, România) este actor de film, radio, televiziune, scenă și voce român. A studiat la Academia de Teatru și Film, secția Actorie, clasa profesor Ion Cojar.

## Roluri în teatru

### Teatrul „Ion Creangă”
- Pistruiatul, regia Emil Mandric

### Teatrul Mic
- Fazanul, regia Emil Mandric

### Teatrul „Bulandra”
- Visul unei nopți de vară, regia Liviu Ciulei

### Teatrul Național I.L.Caragiale
- Vassa Jeleznova, regia Ion Cojar
- Romeo și Julieta, regia Beatrice Bleonț
- Parcul, regia Tudor Țepeneag
- Tamerlan, regia Victor Ioan Frunză
- Năluca, regia Dan Micu
- București, cuibușor de vijelii, regia Felicia Dalu
- Boabe de rouă pe frunza de lotus în bătaia lunii, regia Gelu Colceag
- Macbett de E.Ionesco, regia Beatrice Bleonț
- Moartea unui comis voiajor, regia Horea Popescu
- Omul din La Mancha, regia Ion Cojar
- Numele trandafirului de Umberto Eco, regia Grigore Gonța
- Revelion la Terzo Mondo de Ovidiu Moldovan, regia Mihai Manolescu
- O scrisoare pierdută de I.L.Caragiale, regia Grigore Gonța
- Anna Karenina de Helen Edmundson, regia Alice Barb

## Filmografie
- De dragul tău, Anca!, 1983, regia Cristiana Nicolae
- Acțiunea „Zuzuc” (1984)
- Mușchetarii în vacanță (1985)
- Declarație de dragoste (1985)
- Căsătorie cu repetiție (1985)
- Duminică în familie (1988)
- Stare de fapt (1995)
- Prietenia, film TV, regia Tatiana Sireteanu
- Neînvinsă-i dragostea, regia Mihnea Columbeanu
- Simplu soldat, Atlantis Film, Franța
- Lanțul rupt, Atlantis Film, Franța
- Nu sunt bărbat pentru o noapte, Atlantis Film Germania, regia Thomas Bonn

## Roluri în filme de televiziune
- Mușcata din fereastră, TVR 1 , regia Olimpia Arghir - 1986
- Gâlceava zeilor, TVR 1, regia Silviu Jicman
- Făt-Frumos cu moț în frunte, regia Radu Popovici - 1993
- Seria "Mașina Timpului", regia Radu Popovici - 1993-1996
- Ali-Baba și cei 40 de hoți, regia Radu Popovici (Ibrahim Sângerosul) - 1994

## Colaborări
- Show-uri PRO TV, post-sincron desene animate
- Show-uri TELE 7 abc, realizator emisiunea de divertisment „Ora unu a venit”
- TVR 1 și TELE 7 abc, prezentarea extragerilor jocurilor „Loteriei Naționale Române”
- La  Zambeck, Ungaria:
- Romeo și Julieta, regia B. Bleonț, 1993
- Maestrul și Margareta, regia B. Bleonț, 1994
- TVR 2 "Ulița spre Europa" 2007-2008 ... rol -Părintele Acache.
- TVR 2 "Polemica lui Procust" 2009, regia T. Dumitrache
- Kanal D - "Cafeaua de dimineață" 2011.

## Dublaje de voce
- Gemenii Cramp (Domnul Cramp) (sezonul 1+2)
- Orașul Purceilor (Mikey) voce
- Ce-i cu Andy? (Andy)
- Reclame
- M&M'S (Bulina Roșie)
- RedBull

## Premii
- Premiul de interpretare la Festivalul filmului pentru copii de la Tabuleiro, Spania, pentru rolul Zuzuc din „Acțiunea Zuzuc”, regia Gheorghe Naghi